# Linguagem de Integração de Multimídia Sincronizada

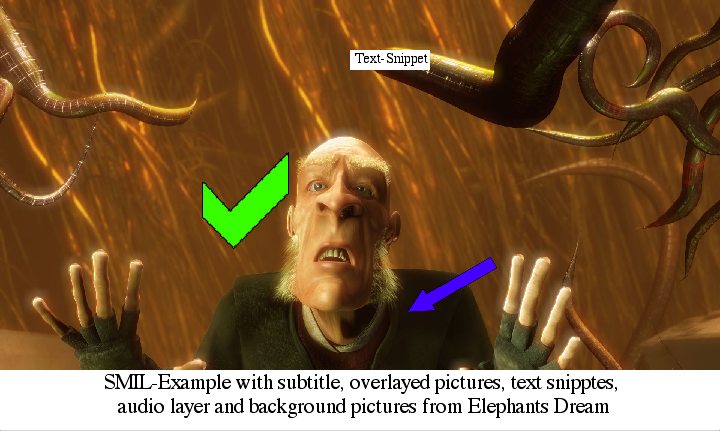
Exemplo de SMIL do projeto Elephants Dream.

A Linguagem de Integração de Multimídia Sincronizada (SMIL) do inglês Synchronized Multimedia Integration Language é uma linguagem declarativa para organizar as apresentações de arquivos multimídia na Web, que sua posição bem como o tempo de ativação de diferentes objetos podem ser detalhados. Ele define marcação para cronometragem, layout, animações, transições visuais, e incorporação de meios de comunicação, entre outras coisas. O SMIL permite apresentar itens de mídia, como texto, imagens, vídeo, áudio, links para outras apresentações SMIL e arquivos a partir de vários servidores web. Markup SMIL é escrito em XML, e tem semelhanças com HTML.